# Невес, Игор
И́гор Не́вес А́лвес (порт.-браз. Igor Neves Alves; род. 13 марта 1999, Куритиба) — бразильский футболист, нападающий львовских «Карпат».

## Биография
Родился в штате Парана. Воспитанник юношеских и молодёжных команд бразильских клубов «Атлетико Паранаэнсе», «Триесте» и «Крисиума».
Взрослую футбольную карьеру начал за границей, в 2019 году выехал в Мексику, где подписал контракт с нижнелиговым «Атлетико Рейноса». В начале июля 2020 года перебрался в «Канкун». В футболке нового клуба дебютировал 11 сентября 2020 года в победном (3:2) выездном поединке 4-го тура Лиги де Ассенсо (второй дивизион чемпионата Мексики) против «Атлетико» (Морелия). Игор вышел на поле в стартовом составе, на 32-й минуте отличился голом, а на 46-й минуте его заменил чилиец Исаак Диас. За полтора сезона, проведенные в «Канкуне», сыграл 28 матчей и отличился 6-ю голами.
В середине января 2022 года стал игроком никарагуанского «Реал Эстели». В Лиге Примера дебютировал 6 декабря 2022 года в ничейном (0:0) поединке 2-го тура против «Реал Мадриса». Невес вышел на поле в стартовом составе, на 81-й минуте получил желтую карточку, а на 83-й минуте его заменил Брандон Аэрдис. Первыми голами за «Реал Эстели» отличился 4 марта 2022 года на 7-й 69-й минутах победного (3:0) домашнего поединка 7-го тура Лиги Примеры против УНАНа (Манагуа). Игор вышел на поле в стартовом составе и отыграл весь матч. В первой половине сезона 2022/23 сыграл 17 матчей и отличился 5-ю голами в высшем дивизионе чемпионата Никарагуа. В начале июля 2022 года перебрался в клуб «Джазира-аль-Хамра» из первого дивизиона чемпионата ОАЭ.
В начале июля 2023 года подписал контракт с львовскими «Карпатами».